# Only in My Dreams
«Only in My Dreams» es el primer sencillo de la cantante Debbie Gibson publicado a finales de 1986 y lanzado a principios de 1987 en Reino Unido y Estados Unidos, como el primer sencillo de su álbum debut Out Of the Blue.
- Datos: Q6051014